# Beaucourt
Beaucourt es una comuna francesa situada en el departamento del Territorio de Belfort, de la región de Borgoña-Franco Condado.
Los habitante se llaman Beaucourtois.

## Geografía
Está ubicada a 16 km al sur de Belfort, fronteriza con Doubs y cerca de Suiza.

## Demografía
Es la cuarta comuna del departamento por su población. Su aglomeración urbana incluye también Montbouton (Territorio de Belfort), Dampierre-les-Bois y Dasle (ambos en Doubs).
| 3 537 | 4 170 | 4 570 | 4 924 | 5 521 | 5 682 | 5 569 | 5 348 | 5 013 | 5 090 |
| Para los censos de 1962 a 1999 la población legal corresponde a la población sin duplicidades (Fuente: INSEE [Consultar]) |       |       |       |       |       |       |       |       |       |